# مقاطعة كولومبيا (ويسكونسن)
مقاطعة كولومبيا هي مقاطعة في ويسكونسن، بلغ عدد سكانها 56٬833  نسمة، في 2010، عاصمتها بورتاغ، تبلغ مساحتها 2٬061 كيلومتر مربع.

## الموقع
تشترك في الحدود مع:
- مقاطعة ماركويت
- مقاطعة سوك
- مقاطعة جونو
- مقاطعة دان
- مقاطعة غرين
- مقاطعة دودج
- مقاطعة آدامز.

## التقسيمات الإدارية
- بورتاغ.

## أعلام
- ويليام إيمرسون ريتر
- مايك بالمر